# Tuguldur Gantogtokh
Tuguldur Gantogtokh (mongolsky Гантогтохын Төгөлдөр; * 19. ledna 2005) je mongolský fotbalista hrající na postu útočníka. Ve fotbalovém prostředí sportovcovo jméno a příjmení kvůli jejich složitosti zkracují příznivci do podoby „Tugy“, popřípadě „Tugi“.

## Život
Ve své rodné zemi hrával za klub FC Arvis Ulánbátar. Roku 2019 se přestěhoval i s celou rodinou do České republiky, kde již tou dobou žila fotbalistova teta. Vyrůstal v jihočeském Táboře a hrál fotbal v mládežnických výběrech tamního Meteoru. Na přelomu let 2021 a 2022 se z táborského celku přesunul do mládežnické akademie klubu Dynamo České Budějovice. Ve městě navíc navštěvuje učební obor zámečník.
Během sezóny 2023/2024 hrál za starší dorost Dynama a v podzimní části soutěže se stal nejlepším útočníkem týmu, když vstřelil celkem osm branek. Jakmile 11. listopadu 2023 nastoupil ve dvaaosmdesáté minutě jako střídající hráč do utkání české nejvyšší soutěže mezi Českými Budějovicemi a Teplicemi (0:1), aby vystřídal obránce Martina Sladkého, stal se prvním mongolským fotbalistou, který si tuto soutěž zahrál.
Trenéři u fotbalisty oceňují jeho sílu, rychlost, schopnost vsítit branku oběma nohama a rovněž vyzdvihují přesnost jeho hlaviček. Pochvalují si též jeho celkové pozitivní naladění a společenskost.
Dne 13. února 2025 podepsal v českobudějovickém klubu svou první profesionální smlouvu.